# Seleção Portuguesa de Rugby Union
A Seleção Portuguesa de Rugby Union, mais conhecida como Os Lobos, representa Portugal nas competições internacionais de rugby union. O primeiro jogo foi disputado em 1935.
Embora Portugal não tenha tido durante muito tempo grande sucesso nesta modalidade, nos últimos anos têm-se sucedido resultados de relevo, como a vitória no Torneio Europeu das Nações de 2002-2004 ou a participação no Campeonato do Mundo de Rugby de 2007. Estes bons resultados permitiram que a selecção ascendesse, em meados de 2005, ao 16.º lugar do ranking mundial da IRB.
A Seleção Portuguesa encontra-se atualmente classificada  no 13.º lugar do ranking.

## Plantel Atual
Equipa de Portugal no 2020 Rugby Europe Championship.
Selecionador:  Patrice Lagisquet
Equipa: (nome-clube)
Rodrigo Bento-Técnico; Lionel Campergue-Cognac; Mike Tadjer-Clermont;Francisco Bruno-Direito;  João Vasco Côrte-Real-CDUP; David Costa-Direito; Francisco Fernandes-Béziers; Diogo Hasse Ferreira-Aparejadores Burgos; Yvo Morais-Châteaurenard; Kevin Batista-Bassin d'Arcachon; Eric dos Santos-Suresnes; José Madeira-Belenenses; José Rebelo de Andrade-Nottingham Trent University; Duarte Torgal-Direito; Jean Sousa-Montauban; Thibault de Freitas-Blagnac; João Granate-Direito; João Moreira-Agronomia;  
Staff:
Hervè Durquerty - treinador; João Mirra-treinador; Lois Pissarra-treinador; Olivier Rieg-preparador físico; João Constantino-team Manager; Fernando Murteira-team manager; António Cruz Ferreira-médico; José Carlos Rodrigues-fisioterapeuta.

## Competições

### Torneio Europeu das Nações
Portugal teve sucesso inesperado ao vencer o Torneio Europeu das Nações de 2002-2004. Os portugueses mantiveram bons resultados nos anos seguintes tendo acabado em terceiro lugar na edição de 2004-2006, o que abriu o caminho para o acesso, pela primeira vez, ao Campeonato do Mundo de Râguebi de 2007. Portugal participou na edição 2008-10,, tendo falhado no último jogo em casa a hipótese de disputar o lugar de repescagem para acesso ao Campeonato do Mundo de Râguebi de 2011 na Nova Zelândia.
| Época     | Jogados | Vencidos | Empatados | Derrotados | +/-     | Pontos | Posição |
| --------- | ------- | -------- | --------- | ---------- | ------- | ------ | ------- |
| 2000      | 4       | 1        | 0         | 3          | 65-97   | 5      | 4º      |
| 2001      | 5       | 1        | 0         | 4          | 77-165  | 7      | 5º      |
| 2001-2002 | 10      | 3        | 0         | 7          | 170-295 | 16     | 5º      |
| 2003-2004 | 10      | 9        | 0         | 1          | 245-180 | 28     | 1º      |
| 2005-2006 | 10      | 6        | 1         | 3          | Exemplo | 23     | 3º      |
| 2007-2008 | 10      | 3        | 0         | 7          | 174-196 | 20     | 5º      |
| 2008-2010 | 10      | 5        | 1         | 4          | 255-149 | 21     | 4º      |

#### Época 2008/2010

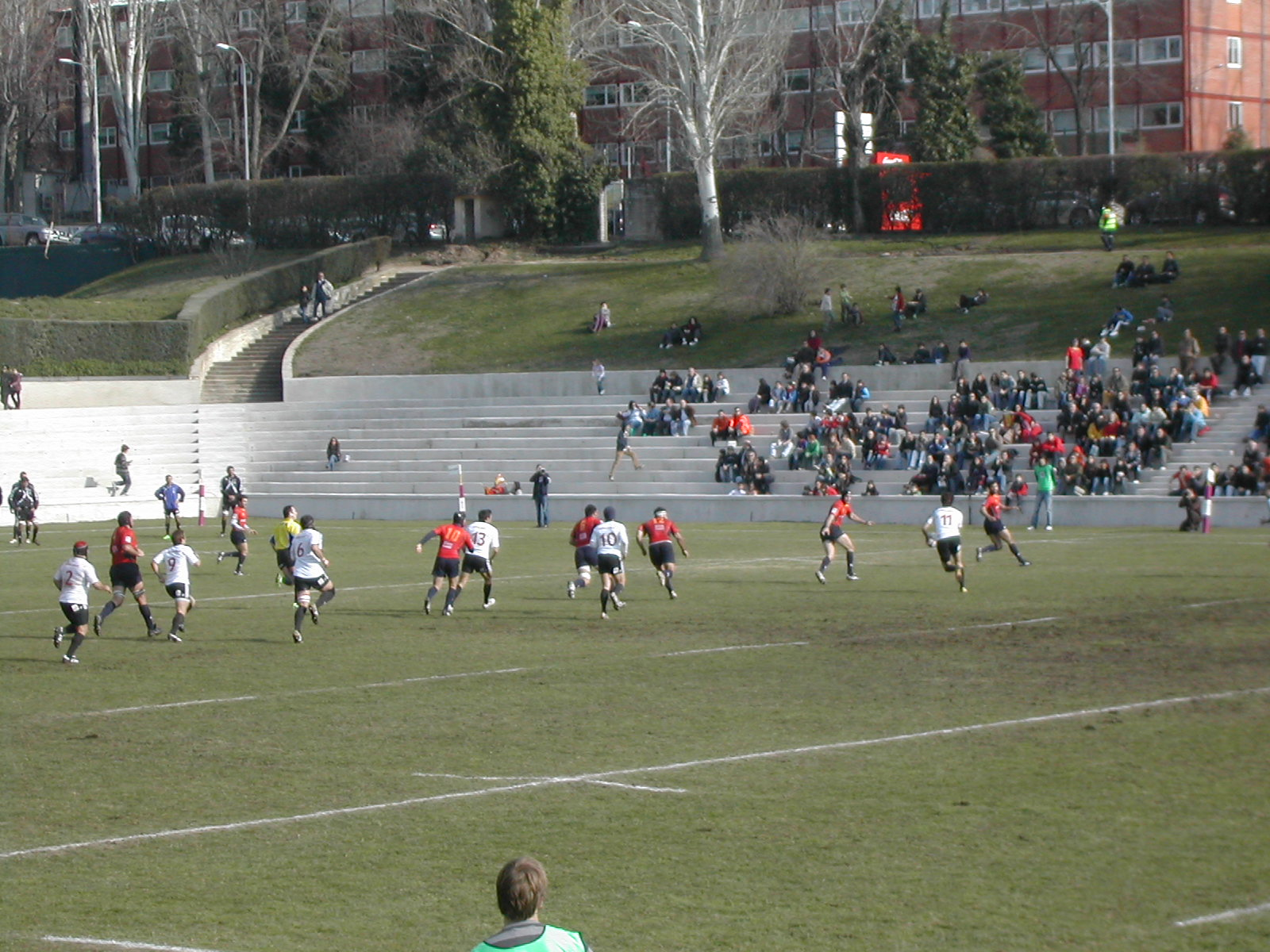
Jogo Espanha-Portugal, Torneio Europeu das Nações, Época 2008/2010

- 7 de fevereiro de 2009:  Portugal 14 - 18 Rússia [4]
- 14 de fevereiro de 2009:  Geórgia 20 - 20 Portugal [5]
- 21 de fevereiro de 2009:  Portugal 44 - 6 Alemanha [6]
- 15 de março de 2009:  Portugal 24 - 19 Espanha [7]
- 21 de março de 2009:  Roménia 21 - 22 Portugal [8]
- 6 de fevereiro de 2010:  Rússia 14 - 10 Portugal [9]
- 13 de fevereiro de 2010:  Portugal 10 - 16 Geórgia  [10]
- 27 de fevereiro de 2010:  Alemanha 0 - 69 Portugal [11]
- 13 de março de 2010:  Espanha 15 - 33 Portugal [12]
- 20 de março de 2010:  Portugal 9 - 20 Roménia [13]

#### Épocas 2011 e 2012
- 5 de fevereiro de 2011:  Portugal 24 - 17 Roménia [14]
- 12 de fevereiro de 2011:  Rússia 19 - 21 Portugal [15]
- 26 de fevereiro de 2011:  Portugal 12 - 13 Geórgia [16]
- 12 de março de 2011:  Espanha 25 - 10 Portugal [17]
- 19 de março de 2011:  Portugal 46 - 24 Ucrânia [18]

### Taça das Nações
Portugal participou em 2006 na primeira edição da Taça das Nações do IRB, defrontando a Rússia, a Argentina A e a Itália A. A Taça das Nações do IRB é um evento anual de nível médio organizado pela IRB com selecções internacionais.
Jogos de Portugal:
- 13 de Junho:  Portugal 17 - 27 Rússia
- 18 de Junho:  Portugal 26 - 26 Itália A
- 24 de Junho:  Portugal 19 - 24 Argentina A

Os jogos foram realizados no Estádio Universitário de Lisboa.

### Campeonato do Mundo

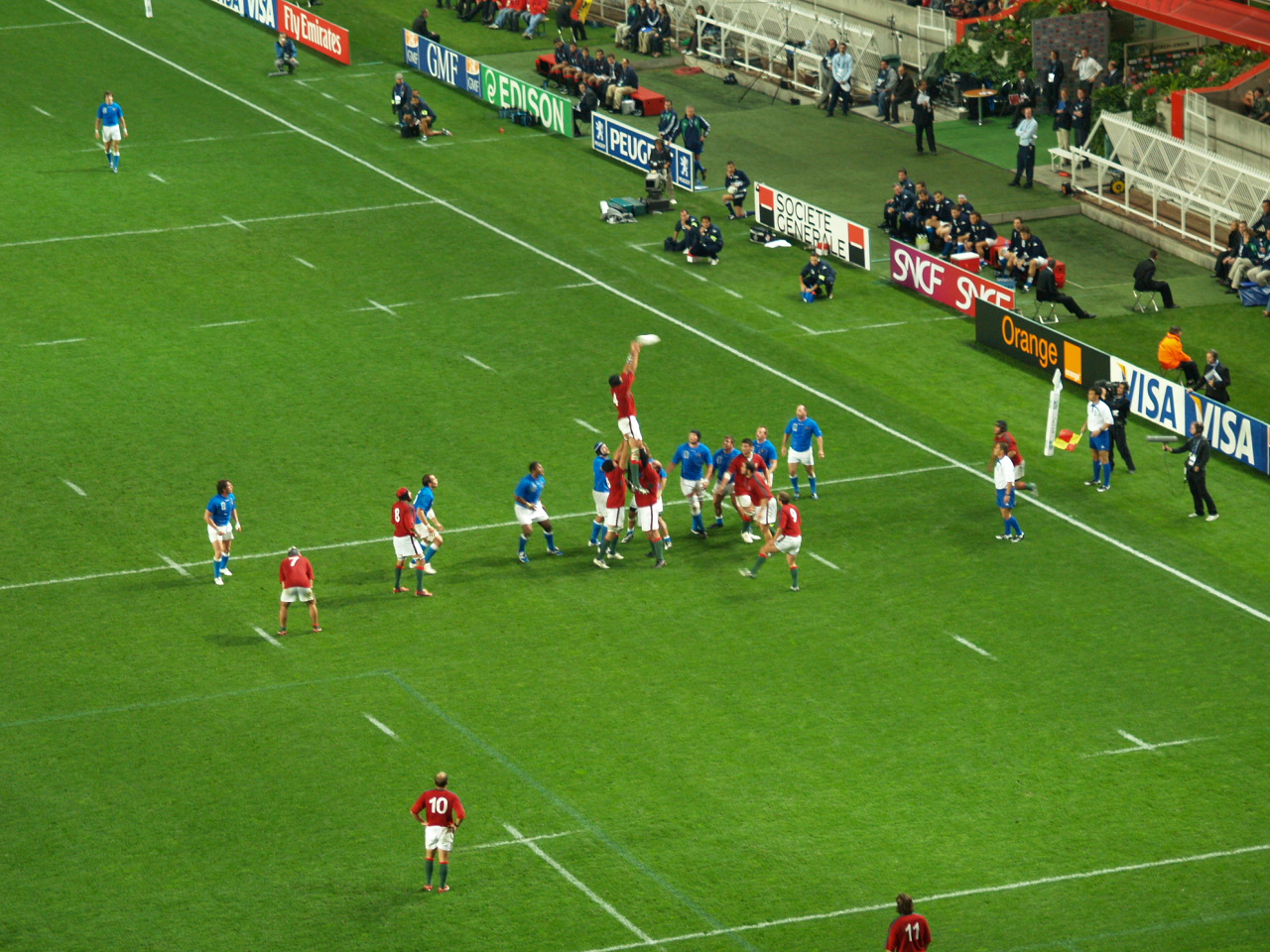
Jogo Itália-Portugal, Campeonato do Mundo de 2007

Portugal qualificou-se pela primeira vez e de forma surpreendente para o Campeonato do Mundo de Râguebi de 2007, organizado pela França, após repescagem, depois de vencer as seleções de Marrocos e do Uruguai.
Jogos de Portugal:
- 9 de setembro:  Escócia 56 - 10 Portugal
- 15 de setembro:  Nova Zelândia 108 - 13 Portugal
- 19 de setembro:  Itália 31 - 5 Portugal
- 25 de setembro:  Roménia 14 - 10 Portugal

### Jogos Internacionais de Novembro

#### 2009
Tal como a maioria das seleções de topo da modalidade, a Selecção Portuguesa de Râguebi esteve envolvida em jogos de preparação contra congéneres do hemisfério sul, durante o mês de Novembro de 2009.
Os jogos internacionais, globalmente designados "Super Bock Cup", tiveram lugar no Estádio Universitário de Lisboa. Os resultados foram os seguintes:
- 7 de novembro:  Portugal 9 - 12 Namíbia
- 21 de novembro:  Portugal 13 - 24 Argentina Jaguares
- 28 de novembro:  Portugal 19 - 24 Tonga

Entre os jogadores utilizados pelos Lobos, há que salientar três estreias como internacionais. Jogaram pela primeira vez pelos Lobos o pilar Thomas da Costa do FC Lourdes (FRA), o médio-de-formação Emmanuel Rebelo do  Dijon (FRA) e o terceira-linha Aurélien Béco do Limoges (FRA).

#### [Lista de jogos internacionais de rugby em novembro de 2010|2010]]
- 13 de novembro:  Portugal 17 - 22 EUA
- 20 de novembro:  Portugal 24 - 12 Namíbia
- 27 de novembro:  Portugal 20 - 23 Canadá